# Copa Brasil de Voleibol Feminino de 2024
A Copa Brasil de Voleibol Feminino de 2024 oficialmente Copa Brasil Bet7K de 2024 por questões de patrocínio, foi a décima terceira edição desta competição organizada pela Confederação Brasileira de Voleibol através da Unidade de Competições Nacionais. Participaram do torneio oito equipes, de acordo com a posição delas no primeiro turno da Superliga Brasileira A 2023-24, com vaga para a  Supercopa Brasileira de Voleibol de 2024 e Campeonato Sul-Americano de Clubes de 2025.A primeira fase ocorreu entre os dias 22 e 23 de janeiro de 2024 com mando de jogo dos times com melhores índices técnicos no turno supracitado. As semifinais e a grande final, ficou poralgum tempo aguardando a definição da cidade sede das referidas fases.O torneio foi transmissão do canal de esportes SporTV.A Prefeitura Municipal de São José confirmou como cidade sede São José  que recebeu fase final do torneio celebrada nos dias 2 e 3 de março.
O Dentil Praia Clube que após avançar para sua sétima final na história do certame conquistou seu primeiro título ao derrotar o arquirrival Gerdau Minas na final por 3 sets a 2.A ponteira russa Sofya Kuznetsova recebeu o Troféu VivaVôlei com a melhor jogadora da partida

## Regulamento
Classificaram-se para a disputa da Copa Brasil de 2024 as oito melhores equipes do primeiro turno da fase classificatória da Superliga Série A 2023-24. O torneio foi disputado em sistema de eliminatória simples, em jogos únicos, dividido em três fases: quartas-de-final, semifinais e final.
Nas quartas-de-final, os confrontos foram baseados na posição de cada participante da tabela da referida Superliga Brasileira A, conforme a seguir: 1º x 8º,  2º x 7º , 3º x 6º  e  4º x 5º  os vitoriosos destas partidas passam às semifinais, a partida semifinal será entre o Vencedor (1º x 8º) x Vencedor (4º x 5º) e na outra partida da referida fase teremos o Vencedor (2º x 7º) x Vencedor (3º x 6º), definindo assim os dois finalistas. Os jogos da quartas-de-final tiveram como mandantes os quatro melhores times da Superliga Brasileira A, e as semifinais e a final foram realizadas no Arena Multiuso, São José (CS).
A  classificação  de  5º  a  8º  foi de  acordo  com  o  índice  técnico  da  fase classificatória. A  classificação  de  3º  e  4º  foi  definida  de  acordo  com  o índice técnico da Fase Classificatória, dentre os perdedores participantes da semifinal.

## Participantes
| Equipe                     | Cidade         | Ginásio                 | Capacidade | Posição na temporada 2023/24 |
| -------------------------- | -------------- | ----------------------- | ---------- | ---------------------------- |
| Sesc-RJ Flamengo           | Rio de Janeiro | Tijuca Tênis Clube      | 3 000      | 1º                           |
| Gerdau Minas               | Belo Horizonte | Arena Minas Tênis Clube | 3 650      | 2º                           |
| Osasco São Cristovão Saúde | Osasco         | José Liberatti          | 4 500      | 3º                           |
| Dentil Praia Clube         | Uberlândia     | Arena Praia             | 3 000      | 4º                           |
| Sesi/Vôlei Bauru           | Bauru          | Panela de Pressão       | 2 000      | 5º                           |
| Fluminense                 | Rio de Janeiro | Ginásio do Hebraica     | 1 000      | 6º                           |
| Unilife Maringá            | Maringá        | Ginásio Chico Neto      | 5 500      | 7º                           |
| Barueri VC                 | Barueri        | José Corrêa             | 5 000      | 8º                           |

Posições e confrontos definidos em 24 de janeiro de 2023

## Resultados
|  | Quartas-de-final | Quartas-de-final | Quartas-de-final   |              |                            | Semifinais       | Semifinais | Semifinais |  |  | Final | Final              | Final |
|  |                  |                  |                    |              |                            |                  |            |            |  |  |       |                    |       |
|  | 1º               | Sesc RJ Flamengo | 3                  |              |                            |                  |            |            |  |  |       |                    |       |
|  | 8º               | Barueri VC       | 0                  |              |                            |                  |            |            |  |  |       |                    |       |
|  | 8º               | Barueri VC       | 0                  |              | 1º                         | Sesc RJ Flamengo | 0          |            |  |  |       |                    |       |
|  |                  |                  |                    |              | 1º                         | Sesc RJ Flamengo | 0          |            |  |  |       |                    |       |
|  |                  | 4º               | Dentil Praia Clube | 3            |                            |                  |            |            |  |  |       |                    |       |
|  | 4º               | 4º               | Dentil Praia Clube | 3            | Dentil Praia Clube         | 3                |            |            |  |  |       |                    |       |
|  | 4º               |                  |                    |              | Dentil Praia Clube         | 3                |            |            |  |  |       |                    |       |
|  | 5º               | Sesi/Vôlei Bauru | 2                  |              |                            |                  |            |            |  |  |       |                    |       |
|  |                  |                  |                    |              |                            |                  |            |            |  |  | 4º    | Dentil Praia Clube | 3     |
|  |                  |                  | 2º                 | Gerdau Minas | 2                          |                  |            |            |  |  |       |                    |       |
|  | 2º               | Gerdau Minas     | 3                  |              |                            |                  |            |            |  |  |       |                    |       |
|  | 7º               | Unilife Maringá  | 1                  |              |                            |                  |            |            |  |  |       |                    |       |
|  | 7º               | Unilife Maringá  | 1                  |              | 2º                         | Gerdau Minas     | 3          |            |  |  |       |                    |       |
|  |                  |                  |                    |              | 2º                         | Gerdau Minas     | 3          |            |  |  |       |                    |       |
|  |                  | 6º               | Fluminense         | 1            |                            |                  |            |            |  |  |       |                    |       |
|  | 3º               | 6º               | Fluminense         | 1            | Osasco São Cristóvão Saúde | 2                |            |            |  |  |       |                    |       |
|  | 3º               |                  |                    |              | Osasco São Cristóvão Saúde | 2                |            |            |  |  |       |                    |       |
|  | 6º               | Fluminense       | 3                  |              |                            |                  |            |            |  |  |       |                    |       |

## Quartas de final
A tabela oficial dos jogos foi divulgada em 15 de janeiro de 2024 pela CBV
Resultados
| 22 de janeiro de 2024 18:30 Relatório | Gerdau Minas | 3 — 1                   | Unilife Maringá | Arena UniBH, Belo Horizonte Árbitro(s): Nota MG Alexandre Martins Gomes da Costa MG Ivan Eustáquio Couto Cardoso MG Renan Diniz Santos (AV) |
| 22 de janeiro de 2024 18:30 Relatório | 23 25        | Set 1 Set 2 Set 3 Set 4 | 25 13 14 18     | Arena UniBH, Belo Horizonte Árbitro(s): Nota MG Alexandre Martins Gomes da Costa MG Ivan Eustáquio Couto Cardoso MG Renan Diniz Santos (AV) |

| 22 de janeiro de 2024 21:00 Relatório | Osasco São Cristóvão Saúde | 2 — 3                         | Fluminense  | Ginásio Professor José Liberatti, Osasco Árbitro(s): Nota SP André Luiz Silva Costa SP Gilberto da Silva Cotrim SP Flávio Campos (AV) |
| 22 de janeiro de 2024 21:00 Relatório | 16 25 22 27 12             | Set 1 Set 2 Set 3 Set 4 Set 5 | 25 17 25 15 | Ginásio Professor José Liberatti, Osasco Árbitro(s): Nota SP André Luiz Silva Costa SP Gilberto da Silva Cotrim SP Flávio Campos (AV) |

| 23 de janeiro de 2024 18:30 Relatório | Sesc RJ Flamengo | 3 — 0             | Barueri VC | Tijuca Tênis Clube , Rio de Janeiro (cidade) Árbitro(s): Nota RJ Felipe Antônio Santos da Silva RJ Marcelo Ribeiro Leandro RJ Maria de Fátima Lima Bastos (AV) |
| 23 de janeiro de 2024 18:30 Relatório | 25 28            | Set 1 Set 2 Set 3 | 8 18 26    | Tijuca Tênis Clube , Rio de Janeiro (cidade) Árbitro(s): Nota RJ Felipe Antônio Santos da Silva RJ Marcelo Ribeiro Leandro RJ Maria de Fátima Lima Bastos (AV) |

| 23 de janeiro de 2024 21:00 Relatório | Dentil Praia Clube | 3 — 2                         | Sesi/Vôlei Bauru | Arena Dentil, Uberlandia Árbitro(s): Nota MG Paulo Henrique Vieira Moura MG Sérgio Henrique Barbosa da Silva MG Fernando de Souza (AV) |
| 23 de janeiro de 2024 21:00 Relatório | 20 19 25 15        | Set 1 Set 2 Set 3 Set 4 Set 5 | 25 22 16 9       | Arena Dentil, Uberlandia Árbitro(s): Nota MG Paulo Henrique Vieira Moura MG Sérgio Henrique Barbosa da Silva MG Fernando de Souza (AV) |

## Semifinal
Resultados
| 2 de março 18:30 Relatório | Sesc RJ Flamengo | 0 — 3             | Dentil Praia Clube | Arena Multiuso, São José Árbitro(s): Nota SC Paulo Luís Beal SC Alexandre de Jesus Coelho SC Carlos Eduardo Silva (AV) |
| 2 de março 18:30 Relatório | 21 18            | Set 1 Set 2 Set 3 | 25                 | Arena Multiuso, São José Árbitro(s): Nota SC Paulo Luís Beal SC Alexandre de Jesus Coelho SC Carlos Eduardo Silva (AV) |

| 2 de março 21:10 Relatório | Gerdau Minas | 3 — 1                   | Fluminense  | Arena Multiuso, São José Árbitro(s): Nota SC Patrick Bernard Basso SC Carlos Eduardo Silva SC Alexandre de Jesus Coelho(AV) |
| 2 de março 21:10 Relatório | 25 17 25     | Set 1 Set 2 Set 3 Set 4 | 20 21 25 16 | Arena Multiuso, São José Árbitro(s): Nota SC Patrick Bernard Basso SC Carlos Eduardo Silva SC Alexandre de Jesus Coelho(AV) |

## Final
Resultado
| 3 de março 18:30 Relatório | Dentil Praia Clube | 3 — 2                         | Gerdau Minas | Arena Multiuso, São José Árbitro(s): Nota SC Paulo Luís Beal SC Patrick Bernard Basso SC Alexandre de Jesus Coelho (AV) |
| 3 de março 18:30 Relatório | 25 29 22 16        | Set 1 Set 2 Set 3 Set 4 Set 5 | 23 27 25 14  | Arena Multiuso, São José Árbitro(s): Nota SC Paulo Luís Beal SC Patrick Bernard Basso SC Alexandre de Jesus Coelho (AV) |

## Classificação final
| Posição | Equipe                     |
| ------- | -------------------------- |
|         | Dentil Praia Clube         |
|         | Gerdau Minas               |
|         | Sesc RJ Flamengo           |
| 4º      | Fluminense                 |
| 5º      | Osasco São Cristóvão Saúde |
| 6º      | Sesi/Vôlei Bauru           |
| 7º      | Unilife Maringá            |
| 8º      | Barueri VC                 |

| Copa Brasil de Voleibol Feminino       |
| Minas Gerais                           |
| -------------------------------------- |
| Dentil Praia Clube Campeão (1º título) |